# Johnny Flynton
Johnny Flynton ist ein US-amerikanischer Kurzfilm von Lexi Alexander aus dem Jahr 2002.

## Handlung
Seit seinem 13. Lebensjahr ist Johnny Flynton Boxer. Er ist mit Samantha verheiratet und das junge Paar lebt zurückgezogen in einer Kleinstadt. Mit den Nachbarn haben sie keinen Kontakt, sodass die alte Mrs. Derouville mit der Zeit Vorbehalte gegen den Boxer entwickelt. Der ist die große Boxhoffnung des Ortes, ist Junior-Champion des Jahres und wird in Kürze seinen ersten Titelkampf bestreiten. Zuvor ist ein Schaukampf im Rahmen einer Feier in der Boxhalle des Ortes geplant, bei dem Johnny seinen Gegner, den Amateur Artie Duane, nicht allzuschlecht aussehen lassen soll.
Als Johnny nach dem Training nach Hause kommt, eröffnet ihm Samantha, schwanger zu sein. Johnny ist erfreut, auch wenn es bedeutet, dass beide mehr unter die Leute gehen werden, soll ihr Kind doch nicht abgeschottet von allem aufwachsen. Johnny verspricht daher, nach dem großen Preiskampf Kontakt zu Mrs. Derouville aufzunehmen und anzubieten, ihren Zaun zu reparieren. Beim Schaukampf erscheint Johnnys Gegner Artie mit seiner ganzen Familie. Weil Johnny bemerkt, dass vor allem die junge Ehefrau sehr verzweifelt ist, dass Artie keine Chance gegen ihn hat, lässt er Artie ein paar Treffer landen und flüstert ihm während des Kampfes Schlaganweisungen zu. Dies führt dazu, dass Artie immer selbstbewusster auftritt und Johnny, der sich nicht verteidigt, immer härter trifft, bis er schließlich eine blutenden Wunde hat. Weil Artie seine Taktik nicht ändert, sieht Johnny schließlich rot und haut wie von Sinnen auf Artie ein, der blutüberströmt zusammenbricht. Die Zuschauer sind entsetzt und Johnny ist über sich selbst erschrocken und verzweifelt. Er rennt, so wie er ist, los. Bei Samantha angekommen, verkündet er, mit dem Boxen aufhören zu wollen. Er möchte lieber als Mechaniker arbeiten. Samantha beruhigt ihn und macht ihm klar, dass sie ihn immer lieben werde, egal, als was er arbeitet. Er wirft sie sich euphorisch und glücklich über die Schulter und dreht sich mit ihr lachend im Kreis. Dabei stößt Samantha mit ihrem Kopf heftig an die Ecke des Küchenhängeschranks. Johnny ist verzweifelt, da Samantha stark blutet und kein Lebenszeichen von sich gibt. Er schafft es vor lauter Aufregung nicht, das Telefon zu bedienen und rennt zu Mrs. Derouville. Die sieht den großen, blutverschmierten Mann vor ihrer Tür und ruft nicht den Rettungswagen, sondern den Sheriff. Der findet Johnny weinend bei der toten Samantha. Die Leiche wird abtransportiert und Johnny in Handschellen abgeführt.

## Produktion
Johnny Flynton beruht auf einem wahren Fall, der sich in Lexi Alexanders Heimatstadt Mannheim während ihrer Kindheit zugetragen hat. Alexander selbst sagte in einem Interview, dass sie an die Unschuld des Mannes glaube, der zum Zeitpunkt des Interviews (2003) noch im Gefängnis saß. Der Film trägt Lexi Alexanders Widmung „To Jürgen S. Know that I Know.“
Johnny Flynton wurde in Birmingham, Alabama, gedreht. Die Kostüme schuf Ruth Gaines, die Filmbauten stammen von Bryce Holtshousen. Johnny Flynton lief 2002 unter anderem auf dem Sidewalk Film Festival in Alabama.

## Auszeichnungen
Johnny Flynton wurde 2003 für einen Oscar in der Kategorie Bester Kurzfilm nominiert.